# Polyxena
Polyxena var i grekisk mytologi en vacker prinsessa från Troja. Hon var kung Priamos och drottning Hecubas yngsta dotter. Hon anses vara Trojas version av Ifigenia, dotter till Agamemnon och Klytaimnestra.
Polyxena är inte med i Homeros Iliaden, men i verk av senare poeter, kanske för att få lite romantik i Homeros berättelse.
Ett orakel förutsåg att Troja inte skulle bli slaget om hennes bror, prins Troilus nådde tjugo års ålder. Under trojanska kriget blev Polyxena och Troilus överfallna när de skulle hämta vatten ur en källa, Troilus dödades av den grekiske krigaren Akilles som snart förälskade sig i Polyxena.
Akilles ville gifta sig med Polyxena och ombads av antingen Paris eller Priamos att bege sig till Apollons tempel för att diskutera äktenskapet. Akilles var djupt förälskad i Polyxena och berättade hemligheten om hans enda sårbarhet för henne, hans sårbara häl. Det var senare i Apollons tempel som Paris träffade Akilles häl med en förgiftad pil.

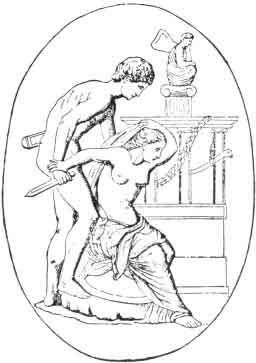
Neoptolemus dödar Polyxena

Vissa källor säger att Polyxena begick självmord efter Akilles död. Enligt Euripides dog hon vid det trojanska kriget slut. Akilles spöke hade återvänt till grekerna och krävt att vinden som var nödvändig för att segla tillbaka till Grekland skulle komma med det mänskliga offret Polyxena. Hon skulle dödas vid foten av Akilles grav. Hennes oskuldsfullhet var viktig för hennes karaktär och hon beskrivs ha dött en vacker död när Akilles son Neoptolemus skar halsen av henne, hon arrangerade sin klädsel så att hon täcktes vid sin död.